# سمكة الشيطان
سمكة الشيطان أو شفنين الشيطان العملاق، اسمها العلمي (Mobula mobular) وهي من فصيلة الشفنينيات عائلة الشفنينيات الشيطانية. وهي حالياً مصنفة ضمن الحيوانات المهددة بالانقراض ويعود السبب في ذلك خاصة إلى الصيد العرضي لهذه الأسماك مما يؤدي إلى نفوقها.

## وصف عنها
سمكة الشيطان أكبر حجماً من شبيهتها شفنين الشيطان الصغيرة. الطول الأعظمي المسجل لسمكة الشيطان هو 5.2 م (17 قدم) وكذلك العرض الأعظمي لها يبلغ حوالي 5.2 م (17 قدم تقريباً) مما يجعلها من أكبر الشفنينيات، لها ذيل شوكي. سمكة الشيطان هي النوع الأكبر من جنس الشفنينيات الطائرة. وهي السمكة الوحيدة من عائلة الشفينينيات الشيطانية التي تعيش في البحر الأبيض المتوسط. وهي تعتبر من الفصائل المعرضة للانقراض بسبب تناقص أعدادها بشكل كبير.

## موطنها وطريقة انتشارها

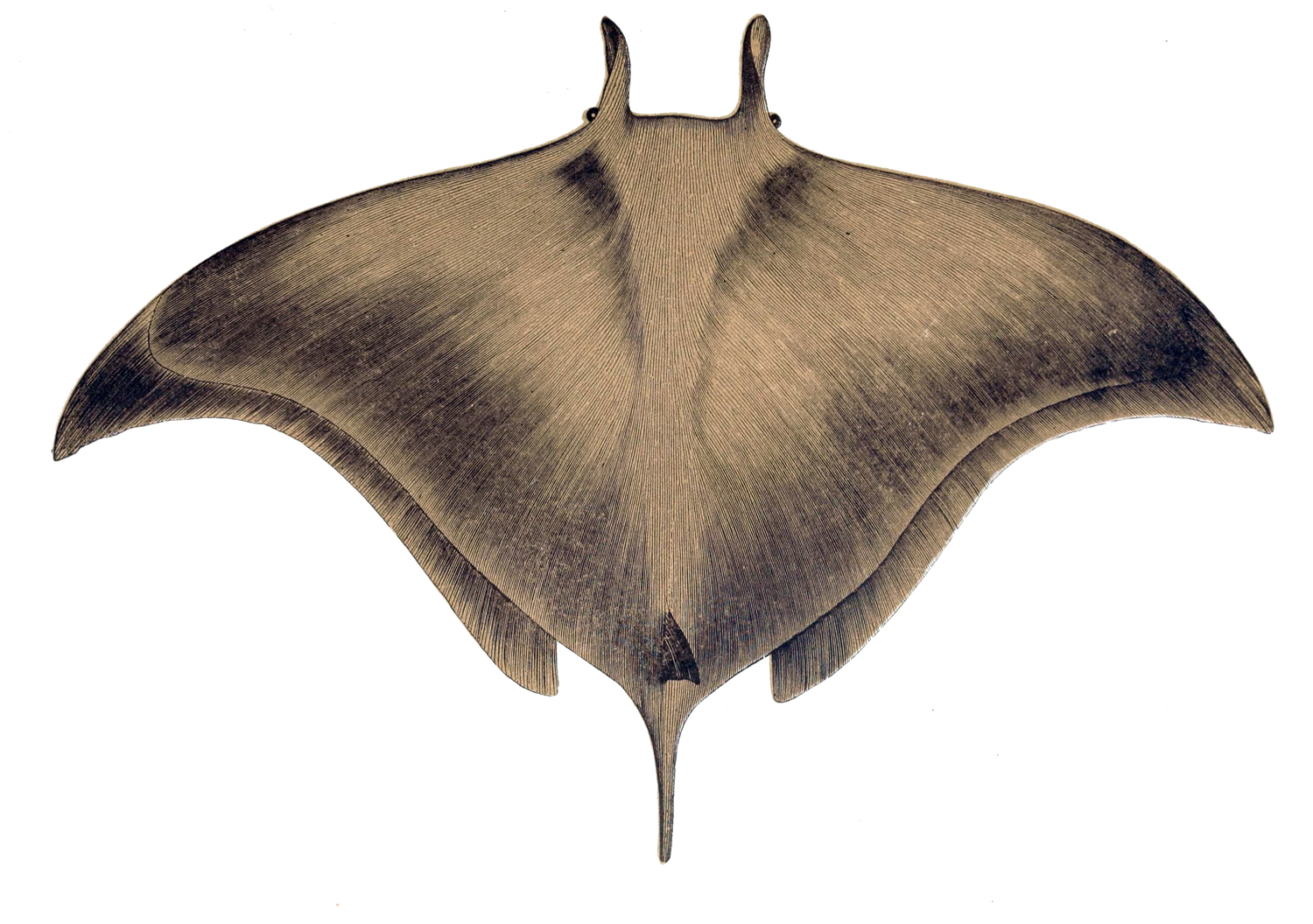
Mobula mobular

البحر الأبيض المتوسط هو المكان الأكثر شيوعاً لتواجد أسماك الشيطان ولكن يمكن إيجادها في أماكن أخرى في شرق المحيط الأطلسي، قبالة الساحل الجنوبي الغربي لإيرلندا وجنوب البرتغال وربما تتواجد في شمال غرب المحيط الأطلسي. تم تسجيل تواجد هذه الفصيلة من الأسماك في عدد من دول البحر الأبيض المتوسط مثل كرواتيا، اليونان، إيطاليا وتركيا مما يشير إلى انتشارها في كامل حوض البحر الأبيض المتوسط. وغالباً ما تفضل المياه العميقة.
تعيش أسماك الشيطان عادة ضمن مجموعات صغيرة وأحياناً قد تشكل مجموعات أكبر، ويمتد تواجدها من مناطق الجرف القاري حتى المناطق البحرية العميقة.
عادة ما تشاهد شفنين الشيطان العملاق في المياه الساحلية العميقة ولكن يمكن مشاهدتها في بعض الأحيان في المياه السطحية. وفي تجربة وضع علامات أُجريت من قبل المعخد الوطني الإيطالي للبحوث وحماية البيئة (ISPRA) تم وضع علامات على ثلاث أسماك من الشفنين الشيطان العملاق وتم ملاحظة عمق المياه التي تتواجد فيها خلال عدة أوقات مختلفة من النهار. وقد وصلت إلى أعماق أقصاها (600-700) م (1960-2300) قدم ولكن أمضت معظم وقتها في أعماق بين (0-50) م (0-165) قدم، فهي تفضل المياه الدافئة التي لها درجة حرارة تتراوح ما بين (20-29) درجة مئوية (68-84) فهرنهايت.
وأيضاً تغوص سمكة شفنين الشيطان العملاقة إلى أعماق كبيرة في أوقات عشوائية دون ارتباط بوقت معين من النهار على عكس الأنواع الأخرى التي تغوص عميقاً في أوقات محددة من النهار. وفي عمليات رصد أخرى لمدى وفرة سمكة الشيطان وأماكن تواجدها، لوحظ تواجدها لوحدها وفي أحيان أخرى لوحظ تواجدها ضمن مجموعات مكونة في حد أقصى من 18 شفنين. الدراسة نفسها تؤكد أن الشفنينيات تقوم بعملية هجرة موسمية عبر البحر الأبيض المتوسط مع تبدل الفصول، لتستفيد من المياه الدافئة عالية الإنتاجية.

## علم البيئة
يبلغ متوسط عمر الشفنين الشيطان العملاق حوالي 20 عام. وهي من الفصائل منخفضة القدرة الإنتاجية، ما يعني أنها تلد نسلاً واحداً على فترات غير محددة، وهي من الأنواع البيوضية ولودية: أي أن البيوض تفقس داخل جسم الأم ولا تخرج من جسد أمها حتى اكتمال نموها. ونظراً للمعدل الذي تنخفض أعدادها فيه الآن يمكن توقع انخفاض أعدادها بنسبة 50% خلال ال60 سنة القادمة، ويرجع ذلك إلى عدد من التهديدات بما في ذلك ضعف احتمالية تعويض الانخفاض الحاصل في أعدادها.
تتغذى أسماك الشيطان على القشريات النباتية والأسماك الصغيرة التي تعلق في أغطية خياشيمها (الشق الخيشومي) المسؤولة عن شكلها الشبيه بالشيطان. أكثر ما تأكله هو قريدس الأيوبيد (euphausiid shrimp) والكريل النروجي (Meganyctiphanes norvegica) وأسماك الرنكة الصغيرة التي تعيش في المياه متوسطة العمق.

## حالة الحفظ
أسماك الشيطان تعيش ضمن نطاق محدود ومعدل تكاثرها منخفض ما يجعلها حساسة للتغيرات البيئية وبالتالي أعدادها حالياً في تناقص. معظم المعلومات عن الشفنين الشيطان العملاق تم جمعها عن طريق الصيد العرضي لها وذلك لأنها من الأنواع التي لديها معدل نفوق عالي ناتج عن الصيد العرضي ومعظم بلاغات الصيد العرضي لها تكون بشبكات صيد سمكة أبو سيف وأحياناً بواسطة شبكات الخيوط الطويلة، الشبكات التحويطية، الشبكات الجرافة، الشباك المثلثة ومصائد التونا.
هناك العديد من التهديدات التي تواجه شفنين الشيطان العملاق مثل الصيد، حصاد الموارد (الصيد العرضي في مصائد الأسماك الأخرى)، النفايات الصناعية، والنفايات الصلبة. وتأتي التهديدات الرئيسية لهذه الفصيلة من التلوث في البحر الأبيض المتوسط والصيد العرضي وذلك باستخدام المعدات المختلفة ومن ضمنها شباك الصيد، مصائد التونا، والمصائد المخصصة لأسماك أبو سيف. تم استهداف جميع أنواع هذا الجنس من الأسماك من قبل المصائد التجارية والترفيهية لعدة قرون. أفادت التقارير أن هناك مصائد أسماك في غزة ومصر تقوم باصطياد شفنين الشيطان العملاق بهدف الاستهلاك المحلي ولكنها تسجل عمليات الصيد هذه على أنها صيد عرضي وذلك يحدث في عدد من الأماكن من ضمنها المحيط الهندي والمحيط الأطلسي.
تم إدراج سمكة الشيطان في القائمة الحمراء للاتحاد الدولي لحفظ الطبيعة والموارد الطبيعية لعام 2004 على أنها من الأنواع الضعيفة. وتم إعادة تصنيفها على أنها مهددة بالانقراض في عام 2006 وذلك بسبب انخفاض قدرتها الإنجابية مقترنة مع استمرار ارتفاع معدل نفوقها الناتج عن الصيد العرضي. في حزيران عام 2018 صنفت وزارة حفظ الموارد في نيوزيلندا سمكة الشيطان على أنها من الكائنات التي لا تتوافر بيانات كافيه عنها ضمن تعريف "secure overseas" بموجب نظام تصنيف التهديدات في نيوزيلندا. بعيداً عن البحر الأدرياتيكي، فإن شفنين الشيطان العملاق محمية قانونياً في كل من إيطاليا وكرواتيا. ويُحظر اصطيادها، نقلها، إنزالها وتجارتها في ألبانيا. كما أنها محمية بموجي اتفاقيتي برن وبرشلونة.